# Јурај II Војсалић Хрватинић
Јурај II Војсалић (умро после 1434) је био припадник породице Хрватинића, син Јураја Војсалића Старијег.

## Биографија
Јурај је био син Јураја Војсалића Старијег и унук Војислава Вукчића Хрватинића. Његов отац је овладао великим делом територија које су некада припадале херцегу Хрвоју Вукчићу, најистакнутијем представнику породице Хрватинић. Хрвоја је наследио син Балша који је умро исте године. Хрвојева удовица Јелена преудала се за босанског краља Остоју. Јурај Старији је носио титулу војводе Доњих Краја. Јурај Старији се помиње као савезник краља Твртка у рату са Сандаљем Хранићем из 1434. године. Повељом издатом 12. августа 1434. године, војвода Јурај је, са својим синовима Петром и Јурајом, потврдио Радивојевићима поседе које су држали и ставио их у заштиту фра Жуана. Списак жупа које се помињу у повељи показује да је Јурај владао већим делом Доњих Краја, западним Хумом, а вероватно и територијом која се налазила између ових области.
Ова повеља је једини документ у коме се помиње Јурај Млађи. Јурај је имао и брата Петра који је пре 1445. године наследио свога оца.

### Породично стабло
|  |                           |  |  |  |  |  |  |  |  |  |  |  |  |  |  |  |
|  | Хрватин Стјепанић         |  |  |  |  |  |  |  |  |  |  |  |  |  |  |  |
|  |                           |  |  |  |  |  |  |  |  |  |  |  |  |  |  |  |
|  |                           |  |  |  |  |  |  |  |  |  |  |  |  |  |  |  |
|  | Вукац Хрватинић           |  |  |  |  |  |  |  |  |  |  |  |  |  |  |  |
|  |                           |  |  |  |  |  |  |  |  |  |  |  |  |  |  |  |
|  |                           |  |  |  |  |  |  |  |  |  |  |  |  |  |  |  |
|  | Војислав Вукчић Хрватинић |  |  |  |  |  |  |  |  |  |  |  |  |  |  |  |
|  |                           |  |  |  |  |  |  |  |  |  |  |  |  |  |  |  |
|  |                           |  |  |  |  |  |  |  |  |  |  |  |  |  |  |  |
|  | Јурај Војсалић            |  |  |  |  |  |  |  |  |  |  |  |  |  |  |  |
|  |                           |  |  |  |  |  |  |  |  |  |  |  |  |  |  |  |
|  |                           |  |  |  |  |  |  |  |  |  |  |  |  |  |  |  |
|  | Јурај Војсалић Млађи      |  |  |  |  |  |  |  |  |  |  |  |  |  |  |  |
|  |                           |  |  |  |  |  |  |  |  |  |  |  |  |  |  |  |
|  |                           |  |  |  |  |  |  |  |  |  |  |  |  |  |  |  |